# Lucretia Rudolph Garfield
Lucretia "Crete" Rudolph Garfield, född 19 april 1832, död 14 mars 1918 i Pasadena i Kalifornien, var en amerikansk presidentfru mars–september 1881, gift med USA:s 20:e president James Garfield.

## Biografi
Lucretia Rudolph Garfield var dotter till köpmannen Zeb Rudolph i Hiron i Ohio. Hon träffade sin blivande make på en högskola i trakten, vilken hennes far hade hjälpt henne att grunda. Efter att ha ägnat sig åt undervisning några år gifte hon sig med Garfield den 11 november 1858. Paret fick sju barn av vilka två dog i späd ålder.
Rudolph Garfields tid som USA:s first lady blev kort och tragisk. Hon höll precis på att återhämta sig från en svår malariaattack, när hon nåddes av budet att hennes make hade blivit skjuten den 2 juli 1881. Hon visade prov på sinnesstyrka under de 79 dagar hennes make svävade mellan liv och död och hon fanns vid hans sida när han avled.
Garfield levde som änka i 36 år innan hon avled 1918.